# Усередині моєї пам'яті
«Усередині моєї пам'яті» (англ. The I Inside) — фантастичний психологічний трилер 2004 р. режисера Роланда Сузо Ріхтера. Сценарист — Майкл Куні на основі його п'єси Point of Death. Фільм не має жодного зв'язку з фантастичним романом Моє внутрішнє «я» Алана Діна Фостера. Фільм продовжує низку стрічок про амнезію, що стала наслідком катастрофи, дозволяє головному героєві неодноразово заново проживати ключові моменти його життя, коли він подорожує в часі і намагається змінити хід подій і власну долю (ефект метелика).
«Усередині моєї пам'яті» сюжетно схожий з х/ф як Мементо, Ефект метелика, Екзистенція та Драбина Іакова, які мають тенденцію до розмивання відмінностей між фантазією і реальністю.

## Сюжет
Саймон Кейбл прокидається на лікарняному ліжку, абсолютно не пам'ятаючи, що сталося за два останні роки. Доктор Ньюман поступово вводить його в подробиці останніх місяців його біографії. Пацієнт не пам'ятає власного весілля, від того його дружина Анна здається йому чужою. Він не підозрює, що його єдиний брат загинув. Більш того, він якимось чином винен у його загибелі. Так стверджує його нова дружина Анна, коли вони залишаються наодинці. За її словами у Саймона є коханка, яку пристрасно ненавидить дружина і яку Саймон кохав. Ефектним ляпасом Анна намагається вилікувати амнезію благовірного.
Спочатку Саймону треба пройти томографію, яка дозволить зрозуміти, наскільки в ньому глибоко сидить амнезія, чи готовий його мозок після аварії відновитися в повному обсязі. Поки його готують до дослідження, невідомий в хірургічній ватно-марлевій пов'язці уколює йому ін'єкцію якогось препарату.
Саймон знову йде в забуття, але прокинувшись, не впізнає оточуючих. Замість доктора Ньюмана в нього лікар Трумен. Жінка, що за словами Ньюмена була його дружиною, всього-навсього медсестра. Надворі все ще двадцяте століття і минуле тисячоліття, два роки в його житті не втрачені. Він — у тих же стінах лікарні, в якій був при колишньому пробудженні.
Від таких відкриттів Саймон намагається безуспішно переконати всіх, що він не божевільний, що вже тут був. Це викликає незадоволення сусідів по палаті, важко хворий лежачий містер Тревор називає Саймона психом.
Настає нова фаза забуття, Саймон виявляється знову в 2002 році. Тепер амнезійцу треба доводити лікарю Ньюмен, що він до пробудження був у минулому тисячолітті, що колись лікувався в цій лікарні у лікаря Трумена. Він дізнається, що пацієнт на прізвище Тревор дійсно існував і досі лежить в іншому відділенні на п'ятому поверсі. Тревор впізнає в Саймоні того самого психа, чому Саймон вперше за весь час амнезії щиро радіє.
Саймон дізнається подробиці загибелі брата і причину свого одруження: перед смертю брат прийшов до тями і вголос вимовив ім'я Саймона як винуватця його загибелі. Медсестра Анна записала це передсмертне одкровення на диктофон і шантажем змусила Саймона одружитися з нею.
Дізнавшись про свої незвичайні здібності переміщатися по своєму минулому і майбутньому, Саймон намагається передбачити події фатального дня, коли він і Пітер потрапили в аварію. Саймон знову опиняється в 2000 році, напередодні тієї фатальної хвилини конфлікту з братом. Брат провідав, що його наречена Клер любить Саймона, а Саймон відповідає взаємністю. Спалахує сварка, і, оступившись, Пітер падає зі сходів. Саймон вантажить в машину травмованого і непритомного Пітера і везе до лікарні. Але по дорозі, відвернувшись спробою підбадьорити пораненого, Саймон не справляється з управлінням і врізається у зустрічну машину, за кермом якої сиділа Клер. 
Будинок Кейбл. Саймон зустрічає брата. Останній після короткого вітального діалогу закликає заспокоїтися, змиритися з усім тим, що сталося: з аварією та загибеллю Саймона, Пітера і Клер. Пітер говорить і про певний вибір. Очевидно, що це місце щось на зразок Чистилища, де необхідно або прийняти подію в житті, або програти всю ситуацію знову у фантасмогоричній формі в надії все виправити. До самого вибору у героя відкривається справжня пам'ять, яка згодом і надала таку фантастичну форму. Анна і Тревіс — парамедики, які витягли Саймона і брата з Клер з машини; доктор Ньюман — його давно померлий батько; Тревітт — випадковий пацієнт, який помічений вмираючим Саймоном; вбивця-санітар просто образ хірурга, який відкачував головного героя. 2002 рік насправді завуальований час смерті — 20:02. Після спалаху герой робить свій вибір — він вирішив спробувати знову.

## Ролі
- Раян Філліпп — Саймон Кебл
- Сара Поллі — Клер
- Пайпер Перабо — Анна
- Стівен Рі — доктор Ньюман
- Роберт Шон Леонард — Пітер Кебл
- Стівен Ленг — містер Тревітт
- Пітер Іган — доктор Трумен
- Стівен Грем — Тревіс
- Рейкі Айола — медсестра Клейтон

## Виробництво
Виробництво розпочалося 5 червня 2002 р. у Вельсі при бюджеті близько $10 млн. Процес зйомок закінчився в середині липня 2002 р.
Для фону фільму використовувалася лікарня Саллі недалеко від Пенарф, Кардіфф, у Південному Вельсі.

## Критика
Рейтинг фільму на Rotten Tomatoes — 33% свіжості та 45% оцінка аудиторії, Internet Movie Database — 6,0/10.

## Цікаві факти
- Наприкінці фільму Саймон приносить Пітеру пляшку червоного вина. На столі стоїть шість таких же пляшок з вином. Перед тим, як фільм закінчується, Пітер запитує у Саймона: «Скільки ще тобі потрібно спроб»?